# Filmografia d'Eddie Murphy
La següent és la filmografia de l'actor i còmic estatunidenc Eddie Murphy que inclou el seu treball al cinema i la televisió.

## Pel·lícula
| Any  | Títol                                              | Personatge | Notes                                          | Ref. |
| ---- | -------------------------------------------------- | --- | ---------------------------------------------- | ---- |
| 1982 | Límit: 48 hores (48 Hrs.)                          | Reggie Hammond |                                                |      |
| 1983 | Trading Places                                     | Billy Ray Valentine |                                                |      |
| 1984 | La millor defensa (Best Defense)                   | Lieutenant T.M. Landry |                                                |      |
| 1984 | Beverly Hills Cop                                  | Detective Axel Foley |                                                |      |
| 1986 | The Golden Child                                   | Chandler Jarrell |                                                |      |
| 1986 | New Jersey Vice                                    | | Curtmetratge                                   |      |
| 1987 | Superdetectiu a Hollywood 2 (Beverly Hills Cop II) | Detective Axel Foley | També guionista                                |      |
| 1987 | Eddie Murphy: Raw                                  | Ell mateix | Stand-up film, també guionista i productor     |      |
| 1988 | Coming to America                                  | Prince Akeem Joffer / Clarence / Randy Watson / Saul | També guionista                                |      |
| 1989 | Nits de Harlem (Harlem Nights)                     | Vernest "Quick" Brown | També guionista, productor executiu i director |      |
| 1990 | 48 hores més (Another 48 Hrs.)                     | Reggie Hammond | També guionista                                |      |
| 1992 | Boomerang                                          | Marcus Graham | També guionista                                |      |
| 1992 | The Distinguished Gentleman                        | Thomas Jefferson Johnson |                                                |      |
| 1994 | Beverly Hills Cop III                              | Detective Axel Foley |                                                |      |
| 1995 | Vampire in Brooklyn                                | Maximillian / Preacher Pauly / Guido | També guionista i productor                    |      |
| 1996 | El professor guillat (The Nutty Professor)         | Professor Sherman Klump / Buddy Love / Lance Perkins / Cletus 'Papa' Klump / Anna Pearl 'Mama' Jensen Klump / Ida Mae 'Granny' Jensen / Ernie Klump, Sr.                             |                                                |      |
| 1997 | Metro                                              | Insp. Scott Roper |                                                |      |
| 1998 | Mulan                                              | Mushu (veu) |                                                |      |
| 1998 | Dr. Dolittle                                       | Dr. John Dolittle |                                                |      |
| 1998 | Holy Man                                           | G |                                                |      |
| 1999 | Life                                               | Rayford "Ray" Gibson | També guionista i productor                    |      |
| 1999 | Bowfinger                                          | Kit Ramsey / Jiffrenson "Jiff" Ramsey |                                                |      |
| 2000 | Nutty Professor II: The Klumps                     | Professor Sherman Klump / Buddy Love / Lance Perkins / Cletus 'Papa' Klump / Anna Pearl 'Mama' Jensen Klump / Ida Mae 'Granny' Jensen / Ernie Klump, Sr. / Young Cletus 'Papa' Klump | També productor executiu                       |      |
| 2001 | Shrek                                              | Ruc (veu) |                                                |      |
| 2001 | Dr. Dolittle 2                                     | Dr. John Dolittle |                                                |      |
| 2002 | Showtime                                           | Officer Trey Sellers |                                                |      |
| 2002 | The Adventures of Pluto Nash                       | Pluto Nash / Rex Crater |                                                |      |
| 2002 | Soc espia (I Spy)                                  | Kelly Robinson |                                                |      |
| 2003 | Papa cangur (Daddy Day Care)                       | Charles "Charlie" Hinton |                                                |      |
| 2003 | The Haunted Mansion                                | Jim Evers |                                                |      |
| 2004 | Shrek 2                                            | Ruc (veu) |                                                |      |
| 2006 | Dreamgirls                                         | James "Thunder" Early |                                                |      |
| 2007 | Norbit                                             | Norbit / Rasputia / Mr. Wong | També guionista i productor                    |      |
| 2007 | Shrek Tercer (Shrek the Third)                     | Ruc (veu) |                                                |      |
| 2008 | Meet Dave                                          | Dave / Captain |                                                |      |
| 2009 | Imagine That                                       | Evan Danielson |                                                |      |
| 2009 | Why We Laugh: Black Comedians on Black Comedy      | Ell mateix |                                                |      |
| 2010 | Shrek, feliços per sempre... (Shrek Forever After) | Ruc (veu) |                                                |      |
| 2011 | Tower Heist                                        | Darnell ("Slide") Davis | També productor                                |      |
| 2012 | A Thousand Words                                   | Jack McCall |                                                |      |
| 2016 | Mr. Church                                         | Henry Joseph Church |                                                |      |
| 2019 | Dolemite Is My Name                                | Rudy Ray Moore | També productor                                |      |
| 2021 | Coming 2 America                                   | Prince Akeem Joffer / Clarence / Randy Watson / Saul | També guionista i productor                    |      |
| 2023 | You People                                         | Akbar Mohammed | Completada                                     |      |
| 2024 | Beverly Hills Cop: Axel Foley                      | Inspector Axel Foley | Postproducció, també productor                 |      |
| TBA  | Candy Cane Lane                                    | TBA | Gravació                                       |      |

## Televisió
| Curs             | Títol | Rol                                | Notes                                           | Ref.  |
| ---------------- | --- | ---------------------------------- | ----------------------------------------------- | ----- |
| 1980–84          | Dissabte nit en directe                                                                                        | A si mateix                        | 65 episodis; també escriptor                    |       |
| 1982, 1984, 2019 | Dissabte nit en directe                                                                                        | Ell mateix (amfitrió)              | 3 episodis                                      | [ 1 ] |
| 1983             | Eddie Murphy: Delirant                                                                                         | A si mateix                        | Especial Stand-up; també escriptor i productor  |       |
| 1983             | La 14a edició dels premis NAACP Image Awards                                                                   | Ell mateix (amfitrió)              | especial de televisió                           |       |
| 1983             | 35è Premis Primetime Emmy anuals                                                                               | Ell mateix (amfitrió i nominat)    | especial de televisió                           |       |
| 1985             | 1985 MTV Video Music Awards                                                                                    | Ell mateix (amfitrió)              | especial de televisió                           |       |
| 1989             | Què està mirant l'Alan?                                                                                        | Manifestant / James Brown          | Especial de televisió, també productor executiu |       |
| 1991             | style="background: #ececec; color: grey; vertical-align: middle; text-align: center; " class="table-na" \| N/D | Només creador i productor executiu |                                                 |       |
| 1999–2001        | Els PJ | Thurgood Stubbs (veu)              | 31 episodis; també creador i productor executiu |       |
| 2004             | Pare de l'Orgull                                                                                               | Ruc (veu)                          | Episodi: "Ase"                                  |       |
| 2007             | Shrek the Halls                                                                                                | Ruc (veu)                          | especial de televisió                           |       |
| 2010             | Shrektacular de Nadal d'ase                                                                                    | Ruc (veu)                          | especial de televisió                           |       |
| 2012             | Eddie Murphy: Només una nit                                                                                    | A si mateix                        | especial de televisió                           | [ 2 ] |
| 2013             | La policia de Beverly Hills                                                                                    | Axel Foley                         | Pilot de televisió sense emetre                 |       |
| 2019             | Comediants en cotxes fent cafè                                                                                 | A si mateix                        | Episodi: "Eddie Murphy"                         |       |

| Curs | Títol     | Rol de veu | Ref. |
| ---- | --------- | ---------- | ---- |
| 2003 | Shrek 4-D | Ruc        |      |

## Vídeos musicals
| Curs | Títol                              | Artista                           | Àlbum               | Rol         | Ref. |
| ---- | ---------------------------------- | --------------------------------- | ------------------- | ----------- | ---- |
| 1985 | " Festa tot el temps "             | Eddie Murphy                      | Com podria ser      | A si mateix |      |
| 1985 | " Com podria ser "                 | Eddie Murphy                      | Com podria ser      | A si mateix |      |
| 1989 | "Posa'm la boca"                   | Eddie Murphy                      | Tan feliç           | A si mateix |      |
| 1992 | "Remember the Time"                | Michael Jackson                   | Dangerous           | Faraó       |      |
| 1993 | " Whatsupwitu "                    | Eddie Murphy                      | L'amor està bé      | A si mateix |      |
| 1993 | "Desdamona"                        | Eddie Murphy                      | L'amor està bé      | A si mateix |      |
| 1993 | "Jo era un rei"                    | Eddie Murphy (feat. Shabba Ranks) | L'amor està bé      | A si mateix |      |
| 2013 | "Llum vermella"                    | Eddie Murphy (feat. Snoop Lion)   | "9"                 | A si mateix |      |
| 2013 | "Promesa (no em trencaràs el cor)" | Eddie Murphy                      | "9"                 | A si mateix |      |
| 2013 | "temporal"                         | Eddie Murphy                      | "9"                 | A si mateix |      |
| 2015 | "Oh Jah Jah"                       | Eddie Murphy                      | "Oh Jah Jah Single" | A si mateix |      |